# تمرد خليج مورانت

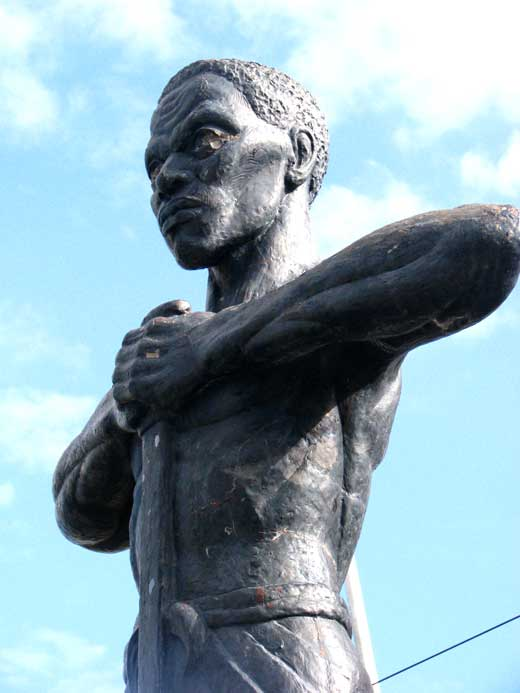

بدأ تمرد خليج مورانت (الحادي عشر من أكتوبر عام 1865) بمسيرة احتجاجية نحو دار القضاء، شارك فيها مئات الأشخاص تحت قيادة الواعظ الديني بول بوغل في خليج مورانت بجامايكا. كان البعض مسلحًا بالعصي والحجارة. بعدما أٌطلق النار على 7 رجال وقُتلوا علي يد ميليشيا المتطوعين، هاجم المحتجون دار القضاء والمباني المحيطة وأحرقوها. قُتل ما مجموعه 25 شخصًا. في اليومين التاليين، انتفض الفلاحون في أبرشية القديس توماس في الشرق وسيطروا على معظم أراضي المنطقة.
احتج الجامايكيون على غياب العدالة وانتشار الفقر. مُنع معظم المُعتَقين من الاقتراع بفضل ضريبة الرؤوس، وساءت ظروف معيشتهم عقب الضرر الذي لحق بالمحاصيل إثر الفيضانات وأوبئة مثل الكوليرا والجدري، بالإضافة إلى فترات الجفاف الطويلة. قبل أيام قليلة من الحادثة، حاولت الشرطة اعتقال رجلٍ بتهمة عرقلة محاكمة ما، فاندلع شجار بينهم وبين الجمهور المتفرج. أصدر المسؤولون مذكرة لاعتقال الواعظ بوغل.
أعلن الحاكم إدوارد جون أير القانون العرفي في المنطقة، وأمر جندوه بملاحقة المتمردين. قتل الجنود الكثير من الأفراد السود البريئين، من بينهم النساء والأطفال، فتجاوزت حصيلة القتلى الأولية الـ 400. اعتقل الجنود أكثر من 300 شخص، من بينهم بوغل. كان الكثير من هؤلاء المعتقلين أبرياء، لكن محاكماتهم جرت على الفور واتُخذ بحقهم حكم الإعدام وفقًا للقانون العرفي، عُوقب الرجال والنساء بالجلد والحبس لسنوات طويلة. كانت تلك أقسى أشكال قمع الاضطرابات في تاريخ الهند الغربية البريطانية. أمر الحاكم باعتقال جورج وليام غوردن في كينغستون، وهو رجل من عرق مختلط يشغل منصب ممثل الأبرشية في مجلس نواب جامايكا، وجلبه إلى خليج مورانت، فحُوكم السياسيّ هناك وفقًا للقانوني العرفي. أُدين غوردن على الفور ثم أُعدم.
ولّدت هذا القمع العنيف والإعدامات المتعددة جدلًا حاميًا في إنجلترا، فاعترض البعض على التصرفات اللادستورية للحاكم جون أير، بينما مدحه البعض وشيّد باستجابته تجاه الأزمة. يبقى التمرد والقمع الذي رافقه موضوعًا مثيرًا للجدل، وورد ذكره مرارًا في الدراسات التي قام بها المختصون حيال السود والاستعمار.

## خلفية تاريخية
انتهت العبودية في جامايكا في الأول من شهر أغسطس عام 1834 إثر إقرار قانون إلغاء العبودية عام 1833، والذي أدى –بعد 4 سنوات من التلمذة– إلى إعتاق العبيد بالكامل في الأول من أغسطس عام 1838. في ذاك اليوم، أصبح العبيد السابقون أحرارًا، وأصبح من حقهم اختيار وظيفة والعمل. حصل العبيد السابقون على حقهم في الاقتراع نظريًا، لكن على أرض الواقع، بقي معظم السود يعيشون في فقر، ولم يستطيعوا تأمين متطلبات ضريبة الرؤوس المرتفعة.
خلال انتخابات عام 1864، تأهل أقل من ألفي جامايكي أسودٍ للاقتراع (لم يكن بإمكان النساء التصويت حينها) من أصل مجموع السكان البالغ أكثر من 436 ألف فرد، بينما كان عدد السود في الجزيرة يزيد عن البيض بمعدل 32 فرد أسود مقابل فرد واحدٍ أبيض. قبل التمرد، ساءت الظروف والأحوال المعيشية للعبيد المعتقين. ففي عام 1864، ضربت المنطقة عدة فيضانات دمرت الكثير من المحاصيل، بينما امتاز العام 1865 بانتهاء عقدٍ كامل من الأوبئة التي ضربت الجزيرة، مثل الكوليرا والجدري. أدى الجفاف الذي استمر لعامين قبل سنة 1865 إلى تدهور الأوضاع الاقتصادية لمعظم العبيد السابقين وأحفادهم. ضرب الإفلاس أيضًا الكثير من مزارع صناعة السكر، ما أدى إلى فقدان الوظائف وتزايد الفجوة الاقتصادية. وهكذا، ازدادت التوترات بين المزارعين البيض والعبيد السابقين، وبدأت إشاعات تدور بين العبيد المعتقين مفادها أن المزارعين البيض ينوون إعادة العبودية.